# حوزه انتخابیه مسیحیان آشوری و کلدانی
حوزهٔ انتخاباتی مسیحیان آشوری و کلدانی یکی از حوزه‌های اقلیت‌های دینی برای انتخابات مجلس شورای اسلامی است. این حوزه به مرکزیت تهران، ۱ نماینده دارد.
طبق اصل ۶۴ قانون اساسی، زرتشتیان و کلیمیان هر کدام یک نماینده و مسیحیان آشوری و کلدانی مجموعاً یک نمایند و مسیحیان ارمنی جنوب و شمال هرکدام یک نماینده انتخاب می‌کنند.

## مسیحیان آشوری و کلدانی
| دوره    | نام نماینده      | تعداد آرا |
| ------- | ---------------- | --------- |
| اول     | سرگون بیت‌اوشانا  | ۶٬۰۸۶     |
| دوم     | آتور خناشو       |           |
| سوم     | آتور خناشو       |           |
| چهارم   | شمشون مقصودپور   |           |
| پنجم    | شمشون مقصودپور   | ۷٬۱۱۷     |
| ششم     | یوناتن بت‌کلیا    |           |
| هفتم    | یوناتن بت‌کلیا    |           |
| هشتم    | یوناتن بت‌کلیا    | ۳٬۵۶۰     |
| نهم     | یوناتن بت‌کلیا    | ۲٬۵۲۱     |
| دهم     | یوناتن بت‌کلیا    | ۳٬۸۰۵     |
| یازدهم  | شارلی انویه تکیه | ۱٬۰۷۱     |
| دوازدهم | شارلی انویه تکیه | ۲٬۲۶۸     |

## پی‌نوشت و منبع
1. ↑   https://web.archive.org/web/20160123040439/http://rc.majlis.ir/fa/parliament_member/show/762349. بایگانی‌شده از اصلی در ۲۳ ژانویه ۲۰۱۶. پارامتر |عنوان= یا |title= ناموجود یا خالی (کمک)
2. ↑   https://web.archive.org/web/20160805050354/http://rc.majlis.ir/fa/parliament_member/show/761782. بایگانی‌شده از اصلی در ۵ اوت ۲۰۱۶. پارامتر |عنوان= یا |title= ناموجود یا خالی (کمک)
3. ↑   https://web.archive.org/web/20160805031611/http://rc.majlis.ir/fa/parliament_member/show/761525. بایگانی‌شده از اصلی در ۵ اوت ۲۰۱۶. پارامتر |عنوان= یا |title= ناموجود یا خالی (کمک)
4. ↑   https://web.archive.org/web/20150729231300/http://rc.majlis.ir/fa/parliament_member/show/701781. بایگانی‌شده از اصلی در ۲۹ ژوئیه ۲۰۱۵. پارامتر |عنوان= یا |title= ناموجود یا خالی (کمک)

- «جدول حوزه‌های انتخابیه در انتخابات نهمین دورهٔ مجلس شورای اسلامی» (PDF). مرکز پژوهش و سنجش افکار صدا و سیما. بایگانی‌شده از اصلی (PDF) در ۵ اكتبر ۲۰۱۸. دریافت‌شده در ۱۵ آوریل ۲۰۱۶. تاریخ وارد شده در |archive-date= را بررسی کنید (کمک)